# Little Wakering
Little Wakering är en ort i civil parish Barling Magna, i distriktet Rochford, i grevskapet Essex, i England. Orten är belägen 6 km från Southend-on-Sea. Little Wakering var en civil parish fram till 1946 när blev den en del av Barling Magna, Canewdon, Foulness och Great Wakering. Civil parish hade 420 invånare år 1931. Byn nämndes i Domedagsboken (Domesday Book) år 1086, och kallades då Wachelinga.